# Dufourea merceti
Dufourea merceti är en biart som beskrevs av Joseph Vachal 1907. Dufourea merceti ingår i släktet solbin, och familjen vägbin. Inga underarter finns listade i Catalogue of Life.